# Poa secunda ssp. secunda
Poa secunda ssp. secunda là một phân loài cỏ trong họ hòa thảo, thuộc chi poa.